# Rumex armoraciifolius
Rumex armoraciifolius är en slideväxtart som beskrevs av L. Neum.. Rumex armoraciifolius ingår i släktet skräppor, och familjen slideväxter. Inga underarter finns listade i Catalogue of Life.